# Мар'ян Внук

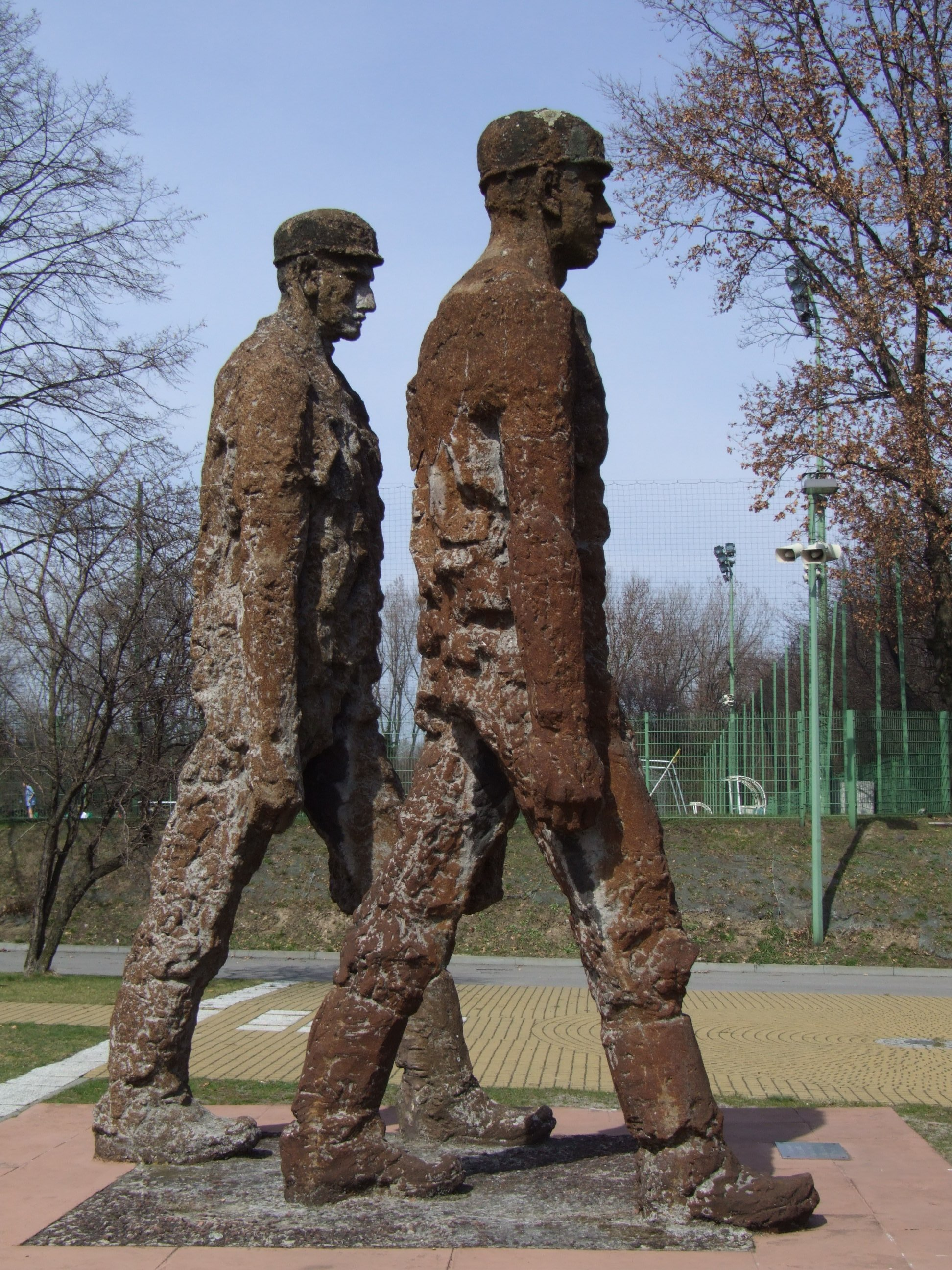

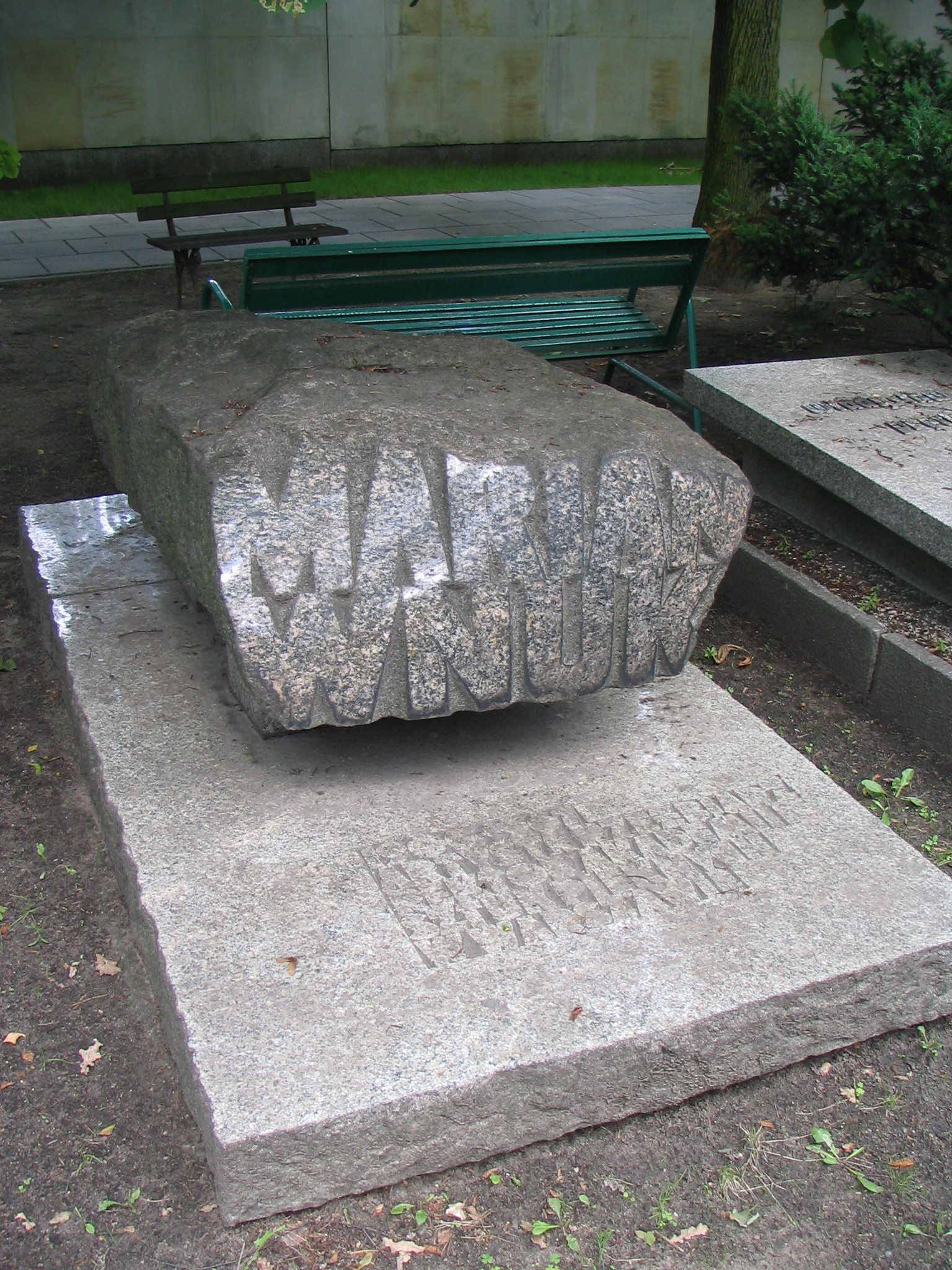
Місце поховання. Кладовище «Військові Повонзки»

Мар'ян Внук (пол. Marian Wnuk; 5 вересня 1906, місто Пшедбуж, нині Радомщанського повіту Лодзького воєводства, Польща — 29 вересня 1967, Варшава) — польський скульптор, педагог.

## Біографія
Від 1949 року до кінця життя був професором Академії образотворчих мистецтв у Варшаві. У 1951—1954 i 1959—1967 роках був її ректором.